# Doechii
Jaylah Ji'mya Hickmon (Tampa, Florida, 14 de agosto de 1998), conocida artísticamente como Doechii, es una rapera y cantante estadounidense. Después de lanzar su EP debut, Oh the Places You'll Go (2020), saltó a la fama en TikTok gracias al éxito viral de su canción «Yucky Blucky Fruitcake» en 2021. Posteriormente firmó con Top Dawg Entertainment en una empresa conjunta con Capitol Records, a través de la cual lanzó su segundo EP, She / Her / Black Bitch (2022).

## Biografía
Jaylah Ji'mya Hickmon nació el 14 de agosto de 1998 en Tampa, Florida, donde también creció. Ha descrito su crianza como cristiana. Doechii asistió a la escuela secundaria Howard W. Blake en Tampa y creció practicando ballet, claqué, actuación, animación y gimnasia. Tenía planes de convertirse en cantante coral profesional hasta que una amiga la animó a producir y lanzar su música en línea como artista independiente.

## Carrera
Comenzó a escribir poesía y rap en la escuela secundaria, y ya estaba haciendo música antes de 2014. Doechii lanzó su primera canción, «Girls», en SoundCloud en 2016 bajo el nombre de «Iamdoechii». Su proyecto Coven Music Session, Vol. 1 fue lanzado en 2019.
El EP debut de Doechii, Oh the Places You'll Go, fue autofinanciado y lanzado en 2020. Rolling Stone lo describió como una mezcla de pop, dance y hip hop. «Yucky Blucky Fruitcake», un sencillo del EP lanzado en septiembre de 2020, se inspiró en su lectura de The Artist's Way y se volvió viral en TikTok en 2021, lo que le atrajo la atención de discográficas. También en 2021, lanzó su segundo EP, Bra-Less; apareció en la canción de Isaiah Rashad, «Wat U Sed», de su álbum The House Is Burning, que interpretó junto a Rashad en los BET Hip Hop Awards de 2021; y fue acto de apertura durante la gira de SZA en 2021. En marzo de 2022, firmó con Capitol Records a través de Chris Turnery con Top Dawg Entertainment, convirtiéndose en la primera rapera femenina de esta última discográfica. Ese mismo mes, lanzó «Persuasive», su primer sencillo bajo Top Dawg, y apareció como artista invitada en la canción «Trampoline» de David Guetta y Afrojack, junto a Missy Elliott y Bia.
En abril de 2022, lanzó la canción «Crazy» con su correspondiente videoclip. Su segundo EP y su primer lanzamiento con una gran discográfica, She / Her / Black Bitch, fue lanzado el 5 de agosto de 2022. Su interpretación de julio de 2022 de la canción «Persuasive» fue nominada a «Actuación de empuje del año» en los MTV Video Music Awards de 2022.
Doechii se presentó en el Festival de Música y Artes de Coachella Valley en abril de 2023. También en 2023, debutó como actriz en la película dramática Earth Mama, dirigida por Savanah Leaf.
El 11 de septiembre de 2024, Doechii se presentó en los MTV Video Music Awards de 2024 por invitación de Katy Perry para promocionar su nuevo sencillo con la artista. La canción fue lanzada como sencillo dos días después, el 13 de septiembre, bajo el título «I'm His, He's Mine».

## Estilo musical
Mankaprr Conteh de Rolling Stone describió la forma de rapear de Doechii como «animada» y sus narrativas musicales como «peculiares». Su música ha sido comparada frecuentemente con la de The Notorious B.I.G., Nicki Minaj, Missy Elliott y Doja Cat. Ella misma ha descrito su música como hip hop alternativo, y ha mencionado a Minaj, Lauryn Hill, Ye y SZA como sus principales influencias musicales.

## Vida personal
Doechii reside en Tampa, Florida, aunque vivió en la ciudad de Nueva York durante un tiempo antes de la pandemia de COVID-19. Se mudó de vuelta a Tampa para pasar la cuarentena con su familia. Doechii es bisexual y también publica vlogs en YouTube sobre su vida diaria. En una entrevista de 2024 con Joe Budden, reveló que recientemente se ha vuelto sobria tras haber llevado un estilo de vida con consumo excesivo de alcohol.

## Discografía

### Álbumes de estudio
- Coven Music Sessions, Vol. 1 (2019)
- Oh the places you'll go (2020)
- Alligator Bites Never Heal (2024)

### Extended plays
- Bra-Less (2021)
- she / her / black bitch (2022)

## Premios y nominaciones
| Año  | Premio                          | Nominado | Categoría                            | Resultado | Ref.   |
| ---- | ------------------------------- | -------- | ------------------------------------ | --------- | ------ |
| 2025 | Nickelodeon Kids' Choice Awards | Doechii  | Revelación musical femenina favorita | Nominada  | [ 25 ] |